# Німецько-серболужицький народний театр

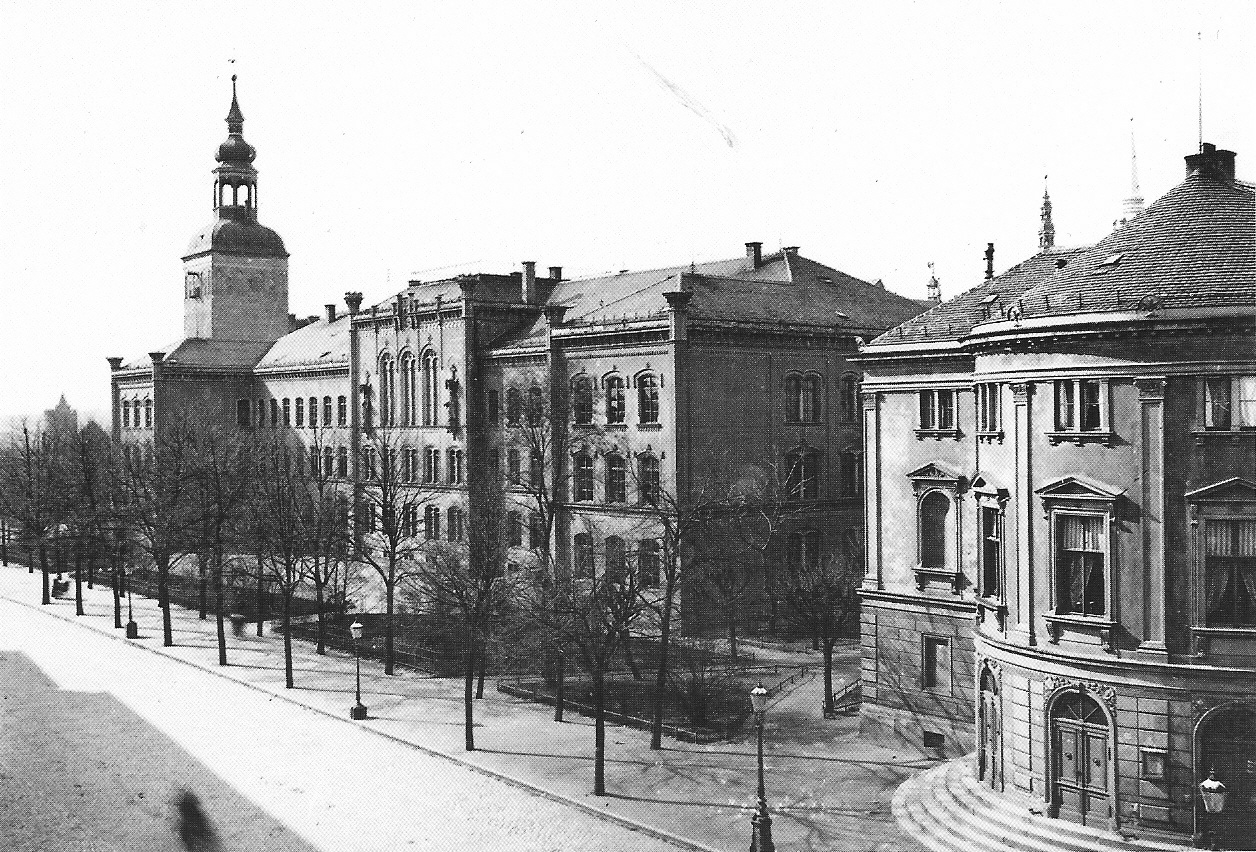
Серболужицький театр, перша будівля праворуч. Фотографія 1905 року

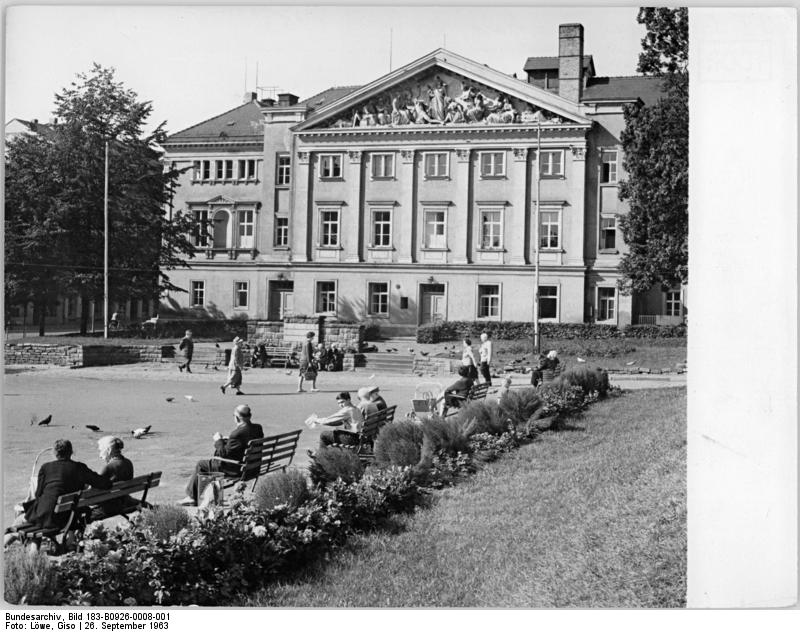
Серболужицький театр. Фотографія 1963 року

Німецько-серболужицький народний театр (в.-луж. Němsko-Serbske ludowe dźiwadło, нім. Deutsch-Sorbisches Volkstheater) — театр у місті Бауцен, Німеччина. Єдиний у Німеччині професійний театр з репертуаром на лужицьких мовах. Культурний центр серболужицького і двомовного німецько-серболужицького театрального мистецтва.

## Історія
Перший серболужицький театр був відкритий влітку 1796 року за ініціативою депутата міської ради Карла Вільгельма Августа Херінга (1749—1802), який заснував 1795 року акціонерне товариство, яке фінансувало будівництво серболужицького театру. 26 жовтня 1796 року в Баутцені був заснований перший в історії серболужицького народу театр під назвою «Budyske činohrajne dźiwadło». Театр був побудований біля міської стіни між районами «Лавські гребені» і «Житні вікі». У 1813 році під час битви за Бауцен будівля театру використовувалася як госпіталь і значно постраждала під час взяття міста російсько-пруськими військами. 2 жовтня 1862 року в театрі була представлена комедія «Rohowin Štyrirohač», яку поставив серболужицький театральний діяч Петро Дучман. У 1865 році театр перейшов під управління міської ради і став називатися «Budyske Měšćanske dźiwadło». 2 вересня 1877 року в театрі був зіграний перший студентський спектакль. У 1868—1871 роках будівлю театру було капітально перебудовано і розширено. Після ремонту партер театру налічував 480 сидячих і 130 стоячих місць. У 1905 році театр був прикрашений створеним в 1840 році скульптурним панно «Трагедія Ореста» німецького скульптора Ернста Рітшеля. Під час нацистського режиму постановки на лужицьких мовах були заборонені і в будівлі діяв німецький пропагандистський театр «Grenzlandtheater».
У 1948 році в Баутцені була заснована нова театральна трупа «Serbske ludowe dźiwadło» (серболужицький народний театр). У 1956 році театр був удостоєний премії імені Якуба Цішинського. У 1968 році будівлю театру було зруйновано під час запланованої перебудови вулиць Баутцена. У 1975 році було побудовано нову будівлю сучасного театру. У цій будівлі з 2003 року діяв «Міський театр» (Burgtheater/Dźiwadło). В цьому ж році для зниження державних витрат міські театри в Баутцені, Герліці та Циттау, а також Нова лужицька філармонія були об'єднані в єдину структуру під назвою «Kulturraum-Theater», із якої в 2004 році відділилася двомовна німецько-серболужицька театральна трупа, об'єднана з серболужицьким народним ансамблем Баутцена. Після структурного реформування 17 лютого 2006 року відбулася перше постановка сучасного Німецько-серболужицького народного театру.
В даний час театр представляє лялькові і драматичні програми верхньолужицькою і нижньолужицькою мовами. Щорічно влітку театр представляє фестивальну програму «Bautzener Theatersommer» на території історичного палацу Ортенбург.